# Кокосов рак
Кокосовият рак (на латински: Birgus latro) е вид десетоног рак от надсемейството раци-отшелници (Paguroidea). Известен е още като рак разбойник или палмов крадец. Смята се за възникнал преди около 3,6 млн. години по времето на периода неоген. За разлика от повечето други раци-отшелници, той използва празни раковини на коремоноги молюски само на ранните стадии от развитието си. Възрастните особи водят наземен начин на живот. Кокосовите раци са разпространени в тропиците на островите в Индийския океан и централната част на Тихия океан. Месото им се използва за храна.

## Разпространение и местообитание
Кокосовите раци живеят в Индийския океан и централната част на Тихия океан, като разпространението им е близко до това на кокосовата палма. Западната граница на ареала на B. latro е Занзибар, край бреговете на Танзания, докато тропикът на Рака и тропикът на Козирога маркират съответно северната и южната граница, с много малко разпространение в субтропиците, като например островите Рюкю. Някои доказателства сочат, че кокосовият рак някога е живял в континенталната част на Австралия, Мадагаскар, Родригес, Великденския остров, Токелау, Маркизките острови и вероятно Индия, но сега е изтребен в тези райони. Тъй като не могат да плуват като възрастни, кокосовите раци изглежда са колонизирали островите като планктонни ларви.

## Описание
B. latro е най-голямото сухоземно членестоного и даже най-голямото сухоземно безгръбначно в света;
 съобщенията за размера му варират, но повечето източници дават дължина на тялото до 40 cm, тегло до 4,1 kg и разкрач на краката над 0,91 m, като мъжките обикновено са по-големи от женските. Карапаксът може да достигне дължина до 78 mm и широчина до 200 mm.
Тялото на кокосовия рак, подобно на всички десетоноги, е разделено на предна част (главогръд), която има 10 крака, и корем. Най-предният чифт крака има големи щипки (нокти), като левите са по-големи от десните. Следващите две двойки, както при другите раци отшелници, са големи, мощни ходещи крака със заострени върхове, които позволяват на кокосовите раци да се катерят по вертикални или наклонени повърхности. Четвъртата двойка крака е по-малка с подобни на пинсети щипки в края, което позволява на младите кокосови раци да хващат вътрешността на черупката или кокосовата обвивка, за да ги носят за защита; възрастните използват тази двойка за ходене и катерене. Последният чифт крака е много малък и се използва от женските да се грижат за яйцата си, и от мъжките – при чифтосване. Този последен чифт крака обикновено се държи вътре в карапакса, в кухината, съдържаща дихателните органи. Има известна разлика в цвета между животните, открити на различни острови, вариращи от оранжево-червено до пурпурно синьо; в повечето региони синият е преобладаващият цвят, но на някои места, включително Сейшелите, повечето индивиди са червени.